# ممواج
المِمواج هو جهاز تشابهي يرسم تمثيلًا رسوميًا للموضع المكاني بمرور الوقت حيث يمثل المحور المكاني الوقت، يتكون بشكل عام من أسطوانة دوارة ملفوفة بورقة يتحرك عليها القلم ذهابًا وإيابًا مسجلاً التغييرات الملحوظة في الظواهر مثل الحركة أو الضغط.
كان الجهاز في البداية جهازًا حركيًّا وسائليًّا، اخترعه عالم وظائف الأعضاء الألماني كارل لودفيغ في أربعينيات القرن التاسع عشر، ووجد استخدامه أول مرة وسيلةً لمراقبة ضغط الدم، ابتكر الباحثون والفنيون العديد من التحسينات على الجهاز، بالإضافة إلى العديد من المكونات الحسية الجديدة لقياس مجموعة واسعة من الظواهر الفسيولوجية مثل التنفس وحركة العضلات والكلام. تم استخدام الجهاز أيضًا خارج العلوم الطبية في قياس الضغط الجوي، وضبط اهتزازات الشوكة، وعمل المحركات البخارية، وعادات الحيوانات، وحركة الجزيئات في الخلايا.

## الأسماء
المِمواج أو مِخطاط التموج أو رسَّام التموُّج أو مِخطاط الحركة أو مرسام الحركة أو مخطط التموجات (بالإنجليزية: kymograph)‏ (نقحرة: كيموغراف)